# Hokkaido International Airlines
Hokkaido International Airlines (en chino: 北海道国際航空株式会社; Hokkaidō Kokusai Kōkū Kabushiki-gaisha), también conocida como Air Do (エア・ドゥ|Ea Du) es una aerolínea de bajo coste japonesa. Tiene su base en Chūō-ku, Sapporo, Hokkaidō, y efectúa vuelos entre Tokio y ciudades en Hokkaidō. Su principal base de operaciones es el Aeropuerto Internacional de Tokio en Ōta, Tokio. Principalmente vuela en territorio Japonés.

## Historia
La aerolínea fue fundada en 1996 y comenzó a operar en diciembre de 1998. Es propiedad de Mizuho Financial Group (96,07%) e inversores individuales (3,93%). Tiene 565 empleados (en marzo de 2007).
Air Do fue una de las primeras aerolíneas de bajo coste de Japón. Inicialmente competía con las principales aerolíneas de Japón (All Nippon Airways, Japan Airlines, y Japan Air System), quienes redujeron sus tarifas hasta los niveles de Air Do sin comprometer seriamente sus beneficios de negocio. Tras dos años de pérdidas, la aerolínea firmó un acuerdo de código compartido con ANA.

## Destinos

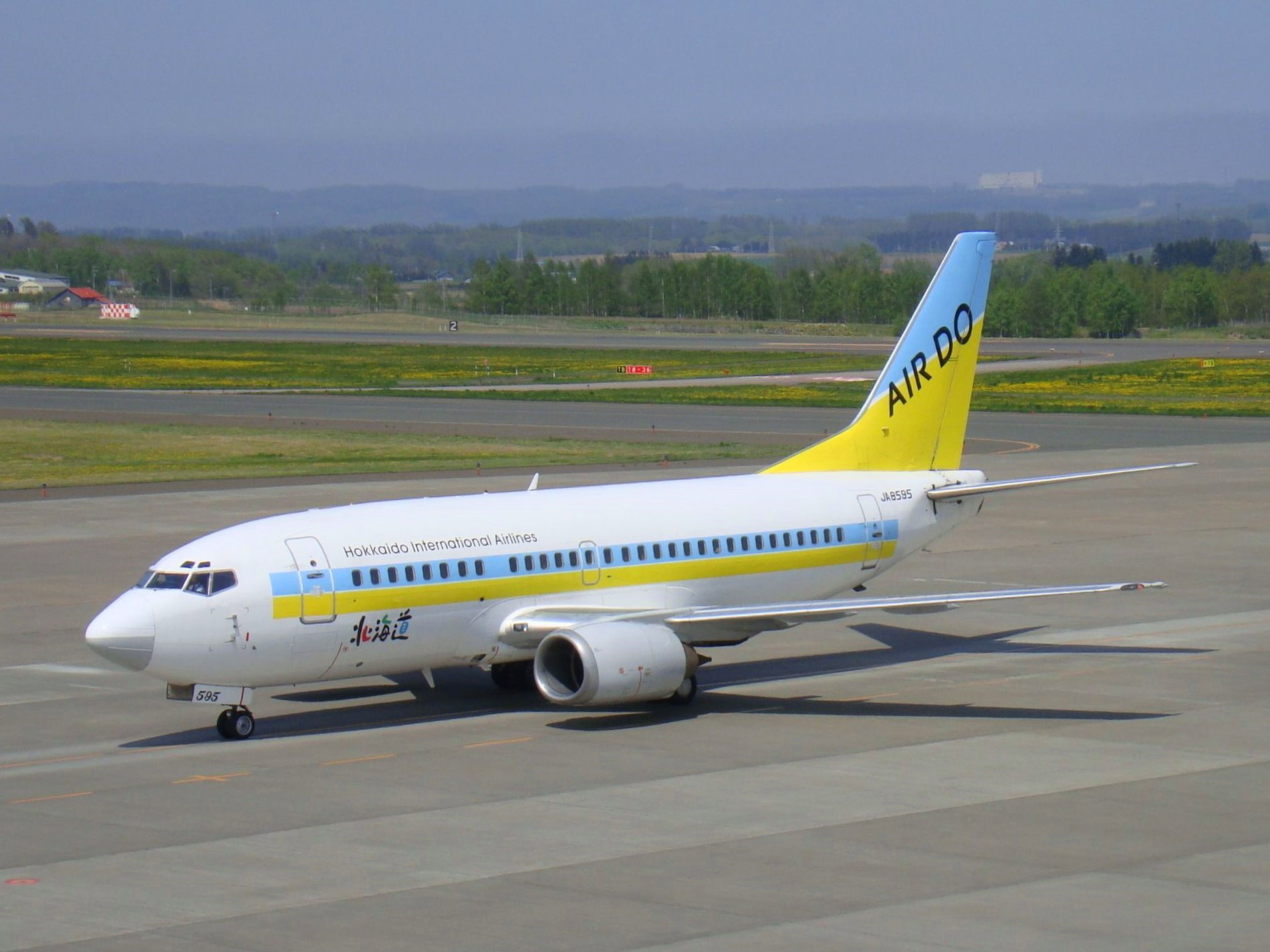
B737-500 de Hokkaido International Airlines.

Air Do efectúa los siguientes vuelos de cabotaje regulares desde Tokio.
- Aeropuerto Internacional de Tokio - Aeropuerto de Asahikawa (Asahikawa)
- Aeropuerto Internacional de Tokio - Aeropuerto Nuevo Chitose (Sapporo)
- Aeropuerto Internacional de Tokio - Aeropuerto de Hakodate (Hakodate)
- Aeropuerto Internacional de Tokio - Aeropuerto Memanbetsu (Ōzora)
- Aeropuerto de Sendai - Aeropuerto Nuevo Chitose (Sapporo)
- Aeropuerto de Niigata - Aeropuerto Nuevo Chitose (Sapporo)

## Flota
La flota de Air Do incluye las siguientes aeronaves (a diciembre de 2021):
- 8 Boeing 737-700
- 4 Boeing 767-300

Total: 12
La flota de la aerolínea posee a marzo de 2020 una edad media de 15,7 años.